# Lead (音楽グループ)
Lead（リード）は、日本の男性3人組ダンス&ボーカルグループ。ライジングプロダクション所属。レーベルはポニーキャニオン。

## メンバー
谷内伸也（たにうち しんや）
1987年9月23日（37歳）、大阪府枚方市出身、イメージカラーは緑。
古屋敬多（ふるや けいた）
1988年6月13日（36歳）、福岡県福岡市出身、イメージカラーはオレンジ。
鍵本輝（かぎもと あきら）
1988年8月20日（36歳）、奈良県生駒郡斑鳩町出身、イメージカラーは青。

### 旧メンバー
中土居宏宜（なかどい ひろき）
1985年7月26日（39歳）、大阪府藤井寺市出身、イメージカラーは赤。
2013年3月31日卒業。

## 略歴
2002年4月からダンススクール「キャレス」大阪校に通っていた中土居宏宜、谷内伸也、鍵本輝が「Rhymix」（リミックス）というユニットを組んで、ストリートライブを行っていた。その後「flow」（フロウ）と改称、京橋駅付近などで路上パフォーマンスを始め、同年6月に「九州・沖縄 スターライトオーディション2002」で審査員特別賞を受賞した古屋敬多が加わり、現在のLeadが結成。
ユニット名の由来は時代を「リード」できる存在になりたい、という意味をこめ自分たちで命名。その後大阪で路上ライブを始め、城天でのライブでは7000人の観客を集めるようになる。同年夏、先輩であるw-inds.の1st Liveのオープニングアクトを務め全国を巡った。
同年7月31日、シングル「真夏のMagic」でポニーキャニオン内レーベルFLIGHT MASTERよりデビュー。2ndシングル「"Show me the way"」で2002年第44回日本レコード大賞新人賞を受賞。6thシングル「Night Deluxe」で2004年第46回日本レコード大賞金賞を受賞。8thシングル「あたらしい季節へ」で2005年第47回日本レコード大賞金賞を受賞。
2003年、テレビドラマ「天使みたい」の主題歌「Be Happy」を作曲。
リクエスト・ベスト・アルバム『Lead Tracks 〜listener's choice〜』においてファンを中心に一般からの投票を募り、収録楽曲を決定するといったものを行った。日本のみならず韓国・台湾・香港などでも投票を受付、リクエスト総数105,571票となった。
2008年7月、鍵本が織田裕二主演のフジテレビ系月9ドラマ「太陽と海の教室」に出演。Leadのメンバーがゴールデン帯枠の連続ドラマにレギュラー出演するのはこれが初となる。2010年1月、谷内がMBS・TBS系ドラマ「新撰組 PEACE MAKER」（土方歳三役）、同年4月、中土居がTBS系ドラマ「タンブリング」に出演。
2008年12月と2009年5月にLeadをメンバー全員でミュージカル「ZIPANGU〜遥かなる道〜」、2010年11月と2011年10月に「絆〜少年よ、大紙を抱け〜」に出演。メンバー個々でも古屋が「新 日ノ丸レストラン」（2011年4月）、「恋する私のベーカリー」（2011年12月）、鍵本が「タンブリングVol.2」（2011年5〜7月）、「タンブリングVol.3（ケガで降板した木戸邑弥の代役として凱旋公演のみ出演）」（2012年9月）、谷内が「コカンセツ！再演」（2011年9月）などの舞台に出演。
2013年3月31日、中土居がLeadを脱退、芸能界から引退。2014年2月26日発売の23rdシングルの「サクラ」がオリコンウィークリーチャートで3位を記録した。
3人体制で踏み出したLead第2章開始以降初、約4年ぶりにリリースされた2016年6月8日発売の7thアルバム「THE SHOWCASE」が、2016年6月20日付のオリコン週間チャートで初登場2位を記録。これにより、1stアルバム「LIFE ON DA BEAT」（2003年4月発売）の初登場5位、そして、19thシングル「Wanna Be With You」（2012年3月発売）の初登場3位を上回る、過去14年で発売してきたシングル・アルバム全作品含めたLead史上最高位の記録を更新（※2016年6月14日現在）。
2017年7月29・30日の2日間に渡り舞浜アンフィシアターにて15周年記念ライブ「Lead 15th Anniversary Live 〜感今導祭〜」を開催。8月27日に大阪城公園内・通称“城天”で14年振りにストリートライブを敢行。
15周年第一弾リリース作品として2017年8月23日発売の28作目のシングル「Beautiful Day」ではメンバー3人で作詞を手掛けた。
また、鍵本は舞台「義風堂々!!」（2017年11〜12月 ※W主演）、谷内は「夜曲 nocturne」（2017年12月）、古屋は「私のホストちゃん REBORN 〜絶唱!大阪ミナミ編〜」（2018年1〜2月 ※主演）にそれぞれ出演、活躍のフィールドを広げている。

## 作品
順位はオリコン週間ランキング最高位。
「24HRS」以降の配信順位はレコチョクチャート。

■ … 10位以内　■ … 20位以内　■ … 30位以内

### シングル
| #                                      | タイトル                               | 順位                                   | 発売日                                 |
| 中土居宏宜・谷内伸也・鍵本輝・古屋敬多 | 中土居宏宜・谷内伸也・鍵本輝・古屋敬多 | 中土居宏宜・谷内伸也・鍵本輝・古屋敬多 | 中土居宏宜・谷内伸也・鍵本輝・古屋敬多 |
| -------------------------------------- | -------------------------------------- | -------------------------------------- | -------------------------------------- |
| 1st                                    | 真夏のMagic                            | 18位                                   | 2002年07月31日                         |
| 2nd                                    | "Show me the way"                      | 7位                                    | 10月17日                               |
| 3rd                                    | FLY AWAY                               | 10位                                   | 2003年02月05日                         |
| 4th                                    | ファンキーデイズ!                      | 10位                                   | 07月30日                               |
| 5th                                    | GET WILD LIFE                          | 9位                                    | 12月03日                               |
| 6th                                    | Night Deluxe                           | 5位                                    | 2004年06月16日                         |
| 7th                                    | 手のひらを太陽に/Delighted             | 8位                                    | 10月27日                               |
| 8th                                    | あたらしい季節へ                       | 6位                                    | 2005年04月13日                         |
| 9th                                    | ベイビーランニンワイルド               | 11位                                   | 07月06日                               |
| 10th                                   | バージンブルー                         | 9位                                    | 2006年03月08日                         |
| 11th                                   | Summer Madness                         | 17位                                   | 06月21日                               |
| 配信                                   | OkiDoki Christmas                      |                                        | 12月08日                               |
| 配信                                   | Ding Dong                              |                                        | 12月08日                               |
| 配信                                   | Load                                   |                                        | 12月29日                               |
| 12th                                   | Drive Alive                            | 14位                                   | 2007年03月14日                         |
| 13th                                   | 海                                     | 27位                                   | 07月18日                               |
| 14th                                   | STAND UP!                              | 20位                                   | 2008年02月06日                         |
| 15th                                   | Sunnyday                               | 34位                                   | 07月30日                               |
| 16th                                   | ギラギラRomantic                       | 12位                                   | 2009年08月05日                         |
| 17th                                   | SPEED STAR★                            | 11位                                   | 2010年07月28日                         |
| 配信                                   | 24HRS                                  | 9位                                    | 2011年03月09日                         |
| 配信                                   | CAN'T STOP                             | 1位                                    | 05月11日                               |
| 18th                                   | HURRICANE                              | 8位                                    | 08月10日                               |
| 配信                                   | Wanna Be With You                      | 8位                                    | 11月24日                               |
| 配信                                   | Hungry Sniper                          | 6位                                    | 12月28日                               |
| 19th                                   | Wanna Be With You                      | 3位                                    | 2012年03月14日                         |
| 20th                                   | Still                                  | 4位                                    | 12月12日                               |
| 谷内伸也・鍵本輝・古屋敬多             |                                        |                                        |                                        |
| 21st                                   | Upturn                                 | 5位                                    | 2013年06月19日                         |
| 22nd                                   | GREEN DAYS/strings                     | 4位                                    | 09月18日                               |
| 23rd                                   | サクラ                                 | 3位                                    | 2014年02月26日                         |
| 24th                                   | 想い出ブレイカー                       | 4位                                    | 09月17日                               |
| 25th                                   | My One                                 | 6位                                    | 2015年03月04日                         |
| 26th                                   | 約束                                   | 5位                                    | 11月25日                               |
| 27th                                   | トーキョーフィーバー                   | 5位                                    | 2017年03月08日                         |
| 28th                                   | Beautiful Day                          | 6位                                    | 08月23日                               |
| 29th                                   | Bumblebee                              | 4位                                    | 2018年04月25日                         |
| 30th                                   | Be the NAKED                           | 9位                                    | 2019年01月30日                         |
| 31st                                   | Summer Vacation                        | 8位                                    | 07月24日                               |
| 32nd                                   | HIDE and SEEK/サンセット・リフレイン   | 3位                                    | 2020年02月19日                         |
| 33rd                                   | Tuxedo〜タキシードー                   | 4位                                    | 09月23日                               |
| 34th                                   | Sonic Boom                             | 12位                                   | 2021年08月25日                         |
| 35th                                   | See Your Heart                         | 10位                                   | 2023年05月24日                         |
| 配信                                   | Billionaire                            |                                        | 10月06日                               |
| 配信                                   | Jack in the Beats                      |                                        | 2024年02月25日                         |
| 配信                                   | Don't stay                             |                                        | 06月06日                               |

### アルバム
| #                                      | タイトル                               | 順位                                   | 発売日                                 |
| 中土居宏宜・谷内伸也・鍵本輝・古屋敬多 | 中土居宏宜・谷内伸也・鍵本輝・古屋敬多 | 中土居宏宜・谷内伸也・鍵本輝・古屋敬多 | 中土居宏宜・谷内伸也・鍵本輝・古屋敬多 |
| -------------------------------------- | -------------------------------------- | -------------------------------------- | -------------------------------------- |
| 1st                                    | LIFE ON DA BEAT                        | 5位                                    | 2003年04月23日                         |
| 2nd                                    | BRAИD ИEW ERA                          | 11位                                   | 2004年08月25日                         |
| 3rd                                    | Lead! Heat! Beat!                      | 15位                                   | 2005年08月10日                         |
| 4th                                    | 4                                      | 18位                                   | 2006年07月19日                         |
| 5th                                    | Feel The Vibes                         | 44位                                   | 2008年03月05日                         |
| ベスト                                 | Lead Tracks 〜listener's choice〜      | 67位                                   | 08月06日                               |
| 6th                                    | NOW OR NEVER                           | 6位                                    | 2012年07月18日                         |
| 谷内伸也・鍵本輝・古屋敬多             |                                        |                                        |                                        |
| 7th                                    | THE SHOWCASE                           | 2位                                    | 2016年06月08日                         |
| 8th                                    | MILESTONE                              | 8位                                    | 2018年07月18日                         |
| 9th                                    | SINGULARITY                            | 17位                                   | 2020年03月18日                         |
| ベスト                                 | Lead the Best “導標”                   | 34位                                   | 2022年07月31日                         |
| 10th                                   | XTLIKE                                 | 12位                                   | 2024年09月04日                         |

### 参加作品
- buddies（2003年3月19日）
  - 収録曲「FLY AWAY 〜AKIRA'S CONQUISTADOR REMIX〜」、「Show me the way 〜TinyVoice,Production REMIX〜」
  - w-inds.、FLAMEとの合同リミックス・アルバム。
- CHRISTMAS HARMONY 〜VISION FACTORY presents〜（2007年11月21日）
  - 収録曲「Ding Dong」、「OkiDoki Christmas」
  - ヴィジョンファクトリー所属アーティストによるコンピレーション・アルバム。
- SPRING HARMONY 〜VISION FACTORY presents〜（2008年2月13日）
  - 収録曲「Thanks For...」
  - ヴィジョンファクトリー所属アーティストによるコンピレーション・アルバム。
- FLOWER FESTIVAL 〜VISION FACTORY presents〜（2008年3月19日）
  - 収録曲「Dear My Flower」
  - ヴィジョンファクトリー所属アーティストによるコンピレーション・アルバム。

### 未発表曲
全国ツアー、ライブイベントなどで披露されたCD未発売の楽曲。
- 嵐の日々（2004年8月18日）

映画「かまち」VHS版の初回封入特典CD。同映画の挿入歌。
- TRIBAL PARTY
作詞：Lead / 作曲、編曲：中土居宏宜
- LD style
作詞：Lead / 作曲：HIROKI, Hayabusa / 編曲：Hayabusa
- I don't give a damn
作詞：Lead / 作曲、編曲：鍵本輝

Upturn2015〜MASTER PLAN〜にて披露された。CD化はされていないが同ツアーのDVD、Blu-rayに収録されている。
2016年6月6日0時よりiTunesで、7thアルバム「THE SHOWCASE」の独占先行配信が開始され、アルバム全曲をダウンロードするとボーナストラックとして入手可能となる。
- RIDE ON MUSIC
作詞、作曲、編曲：Lead

26thシングル「約束」の発売記念イベントで公約として完全セルフプロデュース曲の発表を掲げ、2015年年末に行われた「Lead LIVE SHOUT」にて披露された。

### 映像
| #                                      | タイトル                                                     | 順位                                   | 発売日                                 |
| 中土居宏宜・谷内伸也・鍵本輝・古屋敬多 | 中土居宏宜・谷内伸也・鍵本輝・古屋敬多                       | 中土居宏宜・谷内伸也・鍵本輝・古屋敬多 | 中土居宏宜・谷内伸也・鍵本輝・古屋敬多 |
| -------------------------------------- | ------------------------------------------------------------ | -------------------------------------- | -------------------------------------- |
| VHS                                    | 棒たおし!                                                    |                                        | 2003年08月20日                         |
| DVD                                    | 棒たおし!                                                    | 14位                                   | 2003年08月20日                         |
| VHS                                    | Lead MOVIES 1                                                |                                        | 09月18日                               |
| DVD                                    | Lead MOVIES 1                                                | 14位                                   | 09月18日                               |
| VHS                                    | Lead 1st live tour 〜BRAИD ИEW ERA〜                         |                                        | 2004年11月17日                         |
| DVD                                    | Lead 1st live tour 〜BRAИD ИEW ERA〜                         | 15位                                   | 2004年11月17日                         |
| VHS                                    | Lead MOVIES 2                                                |                                        | 2005年03月16日                         |
| DVD                                    | Lead MOVIES 2                                                | 13位                                   | 2005年03月16日                         |
| DVD                                    | Lead LIVE TOUR UPTURN 2005                                   | 35位                                   | 12月07日                               |
| DVD                                    | Lead UPTURN 2006 [4]                                         | 24位                                   | 2006年12月06日                         |
| DVD                                    | Lead Upturn 2007 〜B.W.R〜                                   | 34位                                   | 2007年12月12日                         |
| DVD                                    | Lead MOVIES 3                                                | 40位                                   | 2008年08月06日                         |
| DVD                                    | Lead Upturn 2008 〜Feel The Vibes〜                          | 37位                                   | 12月03日                               |
| DVD                                    | Lead Upturn 2009 〜Summer Day & Night Fever〜                | 41位                                   | 2009年12月09日                         |
| DVD                                    | Lead Upturn 2010 〜I'll Be Around★〜                         | 41位                                   | 2010年12月08日                         |
| DVD                                    | Lead drama box                                               |                                        | 2011年02月0日                          |
| DVD                                    | Short Movie 4 〜Ignition〜                                   |                                        | 07月0日                                |
| DVD                                    | Lead Upturn 2011 〜Sun×You〜                                 | 93位                                   | 12月21日                               |
| DVD                                    | Lead Upturn 2012 〜NOW OR NEVER〜                            | 38位                                   | 2012年12月26日                         |
| 谷内伸也・鍵本輝・古屋敬多             |                                                              |                                        |                                        |
| DVD                                    | Lead Upturn 2013 Leap                                        | 57位                                   | 2013年12月25日                         |
| DVD                                    | Lead Upturn 2014 Attract                                     | 42位                                   | 2014年12月24日                         |
| DVD                                    | Lead MOVIES 4                                                | 11位                                   | 2015年05月13日                         |
| DVD                                    | Lead Upturn 2015 MASTER PLAN                                 | 53位                                   | 12月16日                               |
| BD                                     | Lead Upturn 2015 MASTER PLAN                                 |                                        | 12月16日                               |
| DVD                                    | Lead Upturn 2016 THE SHOWCASE                                | 57位                                   | 2016年12月21日                         |
| BD                                     | Lead Upturn 2016 THE SHOWCASE                                | 90位                                   | 2016年12月21日                         |
| DVD                                    | Lead 15th Anniversary LIVE BOX                               | 59位                                   | 2017年12月20日                         |
| BD                                     | Lead 15th Anniversary LIVE BOX                               | 61位                                   | 2017年12月20日                         |
| DVD                                    | Lead Upturn 2018 〜MILESTONE〜                               |                                        | 2018年12月19日                         |
| BD                                     | Lead Upturn 2018 〜MILESTONE〜                               |                                        | 2018年12月19日                         |
| DVD                                    | Lead Upturn 2019 〜Sync〜                                    |                                        | 2019年12月18日                         |
| BD                                     | Lead Upturn 2019 〜Sync〜                                    |                                        | 2019年12月18日                         |
| DVD                                    | Lead Upturn 2020 ONLINE LIVE 〜Trick or Lead〜 with MOVIES 5 | 16位                                   | 2021年01月20日                         |
| BD                                     | Lead Upturn 2020 ONLINE LIVE 〜Trick or Lead〜 with MOVIES 5 | 19位                                   | 2021年01月20日                         |
| DVD                                    | Lead Upturn 2021 ONLINE LIVE 〜Sonic Boom & GuiDance〜       |                                        | 2022年03月30日                         |
| BD                                     | Lead Upturn 2021 ONLINE LIVE 〜Sonic Boom & GuiDance〜       |                                        | 2022年03月30日                         |
| DVD                                    | Lead 20th Anniversary Live 〜感今導祭 & Snow Magic〜         |                                        | 2023年03月22日                         |
| BD                                     | Lead 20th Anniversary Live 〜感今導祭 & Snow Magic〜         |                                        | 2023年03月22日                         |
| DVD                                    | MOVIES BEST                                                  |                                        | 2023年09月27日                         |
| BD                                     | MOVIES BEST                                                  |                                        | 2023年09月27日                         |
| DVD                                    | Lead Upturn 2023 〜Jack in the Beats〜                       |                                        | 2024年03月20日                         |
| BD                                     | Lead Upturn 2023 〜Jack in the Beats〜                       |                                        | 2024年03月20日                         |

### ミュージックビデオ
| 監督             | 曲名 |
| ---------------- | --- |
| 井上強           | 「FLY AWAY」「SPEED STAR★」「Show me the way」「手のひらを太陽に」「真夏のMagic」                              |
| 柿本ケンサク     | 「STAND UP!」                                                                                                  |
| 北平誠治         | 「My One」「Stand and Fight」「Still」「Wanna Be With You」「サクラ」「想い出ブレイカー」 「約束]」「Zoom up」 |
| 多田卓也         | 「Summer Madness」「バージンブルー」「ベイビーランニンワイルド」                                               |
| 土屋隆俊         | 「Drive Alive」「Sunnyday」「海」                                                                              |
| 長谷川信         | 「GET WILD LIFE」「Night Deluxe」「あたらしい季節へ」「ファンキーデイズ！」                                    |
| Tatsuya Murakami | 「Upturn」 |
| モリ○カツ        | 「ギラギラRomantic」                                                                                           |
| 不明             | 「GREEN DAYS」                                                                                                 |

## 出演
※レギュラー出演のみ。メンバー個人の出演は、それぞれのページ（谷内伸也、古屋敬多、鍵本輝）を参照。

### テレビ番組
- XEBEC ONLINE（2003年1月 - 2005年3月30日、東京MXTV）
- FACTORY GENERATION（F超世代）（2003年3月13日 - 2005年2月19日、台湾TVBS-G）
- コラボレーションスタジアム（2003年4月 - 9月、テレビ東京）
- ピカピカプリンス（2003年10月 - 2004年3月、テレビ東京）
- 大阪発元気ダッシュ!DOYAH（2003年10月 - 2005年2月、NHK BS2）
- Lead Generation（2005年4月 - 2005年9月、東京MXTV）
- 「M-ON! Make On The Holiday」Leadレギュラーコーナー「ぶらり〜ど」（2006年7月29日 - 2008年2月、MUSIC ON! TV）
- 東京ディズニーリゾート トレジャーハント（2008年5月 - 2010年7月、ディズニー・チャンネル）
- Abemaエンタメサンデー（2016年7月17日 - 2017年6月25日、AbemaTV） - 月末レギュラー
- Leadバラエティ（仮）（2020年4月2日 - 9月24日、TOKYO MX TV1）[6]※2020年11月2日、『～TOKYO MX Presents～「Leadバラエティ」オンラインイベント』を開催[7][8]。

### 音楽番組
- HEY!HEY!HEY! MUSIC CHAMP（フジテレビ）
- 日本レコード大賞（TBSテレビ）
- ポップジャム（NHK）
- BEAT MOTION（NHK BS2）
- BSジュニアのど自慢（放送衛星）
- 音楽戦士 MUSIC FIGHTER（日本テレビ）
- ハッピーMusic（日本テレビ）
- COUNT DOWN TV（TBS系列）

### ラジオ番組
- One Step Lead（2002年10月 - 2003年3月、FM AICHI）
- One For The Lead（2003年4月 - 2006年3月、FM NACK5）※『The Nutty Radio Show 鬼玉』内で放送されていた。
- 木曜日の男子会（2015年1月 - 現在、Fm yokohama 84.7）

### 映画
- 棒たおし!（2003年3月21日公開）
- かまち（2004年2月28日公開）

### 舞台
- ミュージカル「ZIPANGU 〜遥かなる道〜」（2008年12月23日、名古屋・御園座／29日、東京・新宿コマ劇場）
- ミュージカル「絆 －少年よ、大紙を抱け！－」（2010年11月18日 - 23日、新国立劇場 中劇場）
- ミュージカル「絆 2011 －少年よ、大紙を抱け！－」（2011年10月20日 - 25日、新国立劇場 中劇場）

## 書籍

### 写真集
- 伝説の序章―Lead写真集（竹書房、2002年10月）
- Lead+FLAME Kyohei SCHOOL BOYS in『棒たおし!』（主婦と生活社、2003年3月）
- Lead PERFECT BOOK（主婦と生活社、2003年10月）
- Lead meets JUNON（主婦と生活社、2004年12月17日）
- LEAD TOUR（イーストプレス、2006年10月）
- Leadデビュー10周年アニバーサリーブック「Document」（エムオン・エンタテインメント、2012年7月）　※予約限定販売

### SNS
- 谷内伸也 (@Shinya_Lead) - X（旧Twitter）
- 谷内伸也 (@lead_shinya) - Instagram
- 古屋敬多 (@Keita_Lead) - X（旧Twitter）
- 古屋敬多 (@lead_keita) - Instagram
- 鍵本輝 (@Akira_Lead) - X（旧Twitter）
- 鍵本輝 (@lead_akira) - Instagram